# Антисемитизм

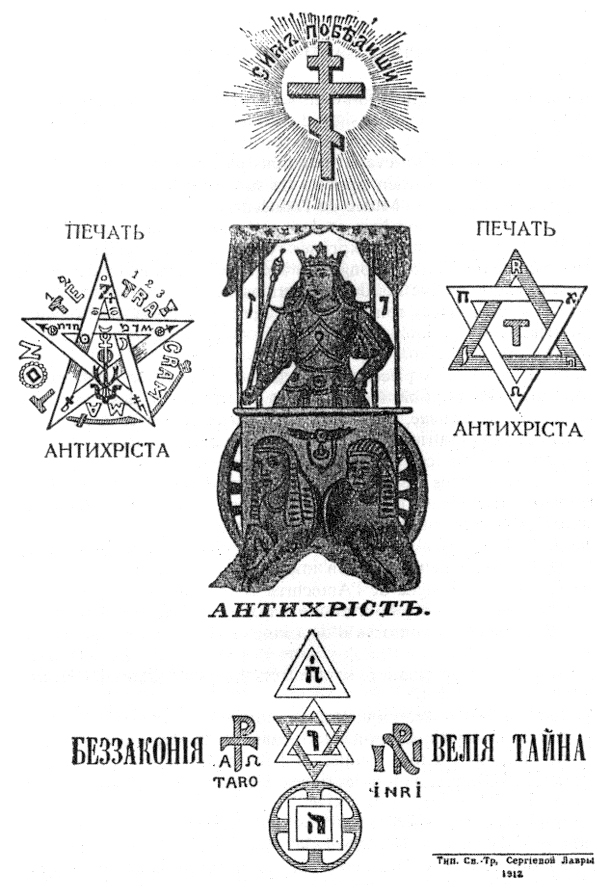
Протоколы сионских мудрецов — самая известная антисемитская фальшивка

Антисемити́зм (нем. Antisemitismus) — нетерпимость, выражающаяся во враждебном отношении к евреям как к этнической группе или как к религиозной группе — к иудеям и их преследовании; идеология и политическое движение, направленные против евреев. Является одной из форм ксенофобии. Антисемитские образы не имеют связи с реальными евреями.
Антисемитизм включает все формы враждебности, проявлявшиеся по отношению к евреям как к группе на протяжении всей истории, начиная с античного и христианского антисемитизма.
На протяжении своей истории антисемитизм проявлялся разными способами, но постоянно возлагал на отдельных евреев ответственность за «преступления», приписываемые евреям в целом. Может присутствовать в различных сферах социальной жизни и на различных уровнях социальной организации (в бытовой, культурной, политической формах) вплоть до геноцида. Антисемитизм остаётся распространённой проблемой в мире.
Термин популяризирован с 1880 года немецким антисемитом Вильгельмом Марром. Обозначает враждебность по отношению к евреям и/или иудеям, а не ко всем народам семитской языковой группы.

## Терминология
Термин «антисемитизм» популяризировал в 1880 году немецкий публицист Вильгельм Марр, который назвал группу своих приверженцев «антисемитской лигой». Однако это слово использовалось и ранее. В частности, в 1865 году оно появилось в энциклопедии Rotteck-Welckersches Staatslexikon под редакцией Карла фон
Роттека, а впоследствии термин был ошибочно приписан Марру. Ещё ранее в 1860 году еврейский учёный Мориц Штейншнейдер использовал его для описания взглядов Эрнеста Ренана.
Термин объясняется расистскими представлениями о биологической несовместимости европейцев, фигурировавших у первых идеологов расового антисемитизма как «германская» или «арийская раса», и евреев как представителей «семитской расы». С тех пор он обозначает именно вражду к евреям, несмотря на попытки, исходя из этимологии, распространить термин на арабов, ввиду того что они также говорят на языке семитской группы.
Иногда в качестве синонима используется термин юдофобия. Автором термина является врач из Одессы Леон Пинскер, который впервые употребил его в памфлете «Автоэмансипация», написанном под впечатлением массовых погромов в Российской империи 1881 года. Он считал предубеждение к евреям наследственным психическим заболеванием. Научные источники придерживаются разных взглядов на применимость этого термина, отрицая полную синонимичность с термином «антисемитизм». Так, доктор философских наук Соломон Крапивенский называет юдофобией страх перед евреями; историк Геннадий Костырченко отмечает, что с термином юдофобия может соотноситься бытовой антисемитизм; в учебных материалах Открытого университета Израиля так обозначается исторически традиционная неприязнь к евреям, существовавшая до появления расового антисемитизма.

## Понятие
Продолжительные дебаты относительно термина «антисемитизм», его уместности и многочисленных общих предикатов свидетельствуют о сложной и разнообразной природе явления. Само определение антисемитизма является предметом серьёзных споров. Предложено большое число определений этого термина. Многочисленные прилагательные, с которыми используется термин («религиозный антисемитизм», «христианский антисемитизм», «антихристианский антисемитизм», «языческий антисемитизм», «экономический антисемитизм», «социальный антисемитизм», «расовый антисемитизм», «чёрный антисемитизм», «патологический антисемитизм», «вечный антисемитизм», «политический антисемитизм», «еврейский антисемитизм», «литературный антисемитизм» и др.) обозначают конкретную причину, природу или подоплёку проявления антиеврейских настроений, действий или указывают на конкретную категорию лиц, враждебных евреям или иудаизму.
Появление термина «антисемитизм» в немецкой печати около 1879 года стало несколько запоздалым ответом на предоставление евреям равных прав. Поначалу новые термины сосуществовали со старыми выражениями, такими как «ненависть к евреям», «травля евреев» или «юдофобия». Но вскоре активисты антиеврейского движения, их оппоненты и нейтральные комментаторы начали чаще использовать неологизм, в результате чего он проник в большинство современных языков. Его принятие всеми основными европейскими языками было завершено к 1894 году.
Относительно позднее появление самого термина «антисемитизм», неологизма конца XIX века, может указывать на попытку истолковать что-то новое в комплексе антиеврейской мысли и поведения, возникшее в Западной Европе около 1880 года. По мнению историка Алекса Бейна, сам факт создания и всеобщего распространения специального термина для обозначения ненависти к евреям показывает, что еврейский вопрос вступил в новую фазу. Для Вильгельма Марра, журналиста, который ввёл термин в широкий оборот с 1879 года, новым элементом была раса; таким образом, неологизм «антисемитизм» подразумевает акцентирование на недавно осознанной биологической, «научно-расовой основы» антиеврейских представлений, в отличие от старой христианской, религиозной основы. Быстрое принятие нового термина отражало широкое признание того факта, что традиционные модели и мотивы преследования евреев настолько изменились, что теперь требовалось новое слово для описания нового вида антиеврейского активиста и антиеврейской деятельности, а также новых институтов, включая политические партии, журналы, газеты и клубы на низовом уровне.
Вскоре это слово стало использоваться в более расширенном и обобщённом смысле для обозначения преследования евреев во все времена и среди любых народов. Кроме того, с течением времени термин стал относиться исключительно к евреям и ни к какому другому семитскому народу. В свете противоречивого характера раннего использования слова «антисемитизм», его особой лингвистической специализации и последующего обобщения, находит объяснение сильная тенденция добавлять прилагательные для указание на конкретную природу обсуждаемых антиеврейских явлений. «Антисемитизм» в значении, которое популяризировал Марр, стал известен затем как «современный антисемитизм». Таким образом, хотя антисемитизм в широком смысле является анахронизмом, по мнению Марка Гелбера, его общепринятое использование позволяют применять термин к домодерновым периодам. Многие считают неверным применение этого термина к антиеврейским предрассудкам и преследованиям, которые имели место в античности или в Средние века. Другие выступают за строгое разграничение между представлениями о евреях и действиями по отношению к евреям. Однако антисемитизм (в узком смысле) исходит из уже существующих, глубоко укоренившихся антиеврейских настроений. По мнению Ричарда Леви, термин «антисемитизм» описывает мышление и поведение, направленные на причинение вреда репутации, правам и/или физическому благополучию евреев по различным мотивам и на протяжении всей истории.
Как антисемитизм, так и его цель, евреи, не поддаются удобному определению. Антисемиты не предоставляют евреям права определять себя. Так, в начале своей карьеры Лев Троцкий перестал называть себя евреем. Тем не менее, его характер и его деятельность подвергались неоднократным антисемитским нападкам. В связи с несколькими другими деятелями, которые не признавали себя евреями, политика и идеология всего коммунистического движения стали рассматриваться многими как гибельное еврейское изобретение. Бенджамин Дизраэли, родившийся евреем, принял христианство, но продолжал считать себя евреем; так же он воспринимался большинством современников. Другой крещёный еврей, Карл Маркс, не сохранил очевидной привязанности к еврейству, однако он также привлекает внимание антисемитов. Несколько исторических деятелей, которые явно не были евреями, включая римских пап, чернокожего боксёра Джека Джонсона, Теодора и Франклина Делано Рузвельта и многих потомков древних прусских аристократических семей, определялись как «евреи», по крайней мере, по мнению некоторых антисемитских писателей и политиков. Многие известные антиеврейские деятели в то или иное время идентифицировались сторонниками или противниками как люди «еврейской крови». В понятие антисемитизма входит враждебность по отношению к евреям как общности и к отдельным евреям как к членам этой общности или к тому, что представляется такой общностью и её членами, но в реальности не является: враждебность по отношению к неевреям, которая обосновывается тем, что они представлены как «евреи» с точки зрения субъекта враждебности, также является частью антисемитизма. Примером является «еврей Марк Твен», как его называли венские антисемиты в конце 1890-х годов. Твен не был евреем, но его ответ на антисемитские оскорбления является частью истории антисемитизма. Антисемиты обычно имеют дело с большими обобщениями, общими обвинениями и всеобъемлющими теориями без внимания законам доказательства или рационального анализа. Антисемитизм не воспринимает тонкие различия в вопросах идентичности евреев.
Антисемитизм в широком понимании имеет более длительную историю, чем любая другая разновидность этнической или культурной враждебности (часто характеризуется как «самая долгая ненависть»), а также является единственным предрассудком, который имеет одобрение в Библии (в Новом Завете). Так, англичане и ирландцы могут презирать друг друга, но ни одна из этих групп не может найти в Библии обоснование для того, что это правильно и божественно предопределено. Другие разновидности этнической или культурной враждебности имеют лишь минимальное идеологическое или культурное оправдание, выражаются обычно в устно передаваемой «народной мудрости» и подстрекательских газетных историях. Враждебность к евреям, напротив, породила масштабный пласт литературы; проникла в христианскую, а позднее и в исламскую культуру; нашла выражение в искусстве, высоком и низком; и повлияла как на политическую теорию, так и на практику по всему миру. Другие этнические и религиозные группы и экономические сообщества так же были объектами подозрений и обвинений, но, в отличие от евреев, им редко приписывали стремление к абсолютному злу или характеризовали их как всемогущих, безжалостных и действующих в глобальных масштабах.
26 мая 2016 года Пленарное заседание Международного альянса в память о Холокосте (IHRA) постановило принять следующее не имеющее обязательной юридической силы рабочее определение антисемитизма:
Антисемитизм — определённое восприятие евреев, которое может выражаться в ненависти к евреям. Риторические и физические проявления антисемитизма направлены против евреев и неевреев и/или их собственности, против еврейских общинных учреждений и религиозных объектов.
Рабочее определение антисемитизма считается важным первым шагом в борьбе с ростом антисемитизма, в особенности в Европе и Соединённых Штатах. Рабочее определение, по мнению его разработчиков, представляет собой чёткое и компактное описание антисемитизма в его различных формах, включая отрицание Холокоста, предрассудки против евреев и отрицание права Израиля на существование. Определение сигнализирует о понимании угрозы правительствами, что является первым шагом в борьбе с ней. В первоначальной разработке определения принимал участие Американский еврейский комитет, который призывает европейские правительства принять его.
Распознать антисемитизм не всегда легко. При определении, что относится к антисемитизму важен общий контекст. Проявления современного антисемитизма в общественной жизни, СМИ, школах, на рабочих местах и в религиозной сфере могут включать, в частности, согласно примерам, которые сопровождают определение IHRA: призывы к убийству или причинению вреда евреям в рамках радикальной идеологии или экстремистского взгляда на религию, помощь в таких действиях или оправдание их; выдвижение ложных, дегуманизирующих, демонизирующих или стереотипных утверждений о евреях как таковых или о силе евреев как коллектива — таких как, в частности миф о всемирном еврейском заговоре или о контроле евреями СМИ, экономики, правительства или других общественных институтов; обвинение евреев как народа в ответственности за реальные или воображаемые преступления, совершенные отдельным евреем или группой евреев, или за действия, совершённые неевреями; отрицание факта, масштаба, механизмов (например, применения газовых камер) или преднамеренности Холокоста, геноцида еврейского народа со стороны нацистской Германии и её сторонников и сообщников во время Второй мировой войны; обвинение евреев как народа или Израиля как государства в том, что Холокост является их вымыслом или они преувеличивают его масштабы; обвинение евреев в большей лояльности Израилю или предполагаемым интересам еврейства, чем к интересам своих собственных стран; отрицание права еврейского народа на самоопределение, например, утверждение, что существование государства Израиль является расистским начинанием; применение двойных стандартов, требование от Израиля поведения, которое не ожидается или не требуется от любой другой демократической страны; использование символов и образов, связанных с классическим антисемитизмом (например, утверждения об убийстве евреями Иисуса Христа или кровавый навет на евреев), для характеристики Израиля или израильтян; проведение сравнений израильской политики с политикой нацистов; возложение на евреев коллективной ответственности за действия государства Израиль.
Проявление антисемитизма в соответствии законодательством ряда стран может считаться преступлением, например, отрицание Холокоста или распространение антисемитских материалов.
Преступные действия могут считаться антисемитскими, если цели атаки, будь то люди или имущество, например, здания, школы, места отправления религии и кладбища, выбираются по той причине, что они считаются еврейскими или связаны с евреями. Антисемитская дискриминация — лишение евреев возможностей или услуг, доступных другим — во многих странах запрещена законом.
В новейшее время обвинения в «антисемитизме» часто выдвигались небрежно и безответственно. Аналогичная ситуация наблюдается с понятиями «расизм» и «фашизм». Такие ошибочные обвинения дискредитируют легитимность обоснованных концепций. Так, широкое использование термина «фашист» политическими группами с 1960-х годов для описания различных правительств и полицейских служб в Европе и Соединённых Штатах практически уничтожило любое значение или актуальность этого термина. Большая частота, с которой выдвигаются обвинения в расизме, начала вызывать опасения относительно адекватности и даже иногда справедливости самого термина. Аналогичные опасения высказывались и по поводу обвинений в антисемитизме. Израиль активно поддерживается многими евреями в диаспоре, в особенности в Соединённых Штатах, вследствие чего критика Израиля, а также реальные нападениях на его граждан, часто назывались «антисемитскими». Готовность евреев называть некоторые взгляды и поведение антисемитскими вытекает из долгой истории преследований евреев, достигших апогея в виде Холокосте.

## Виды

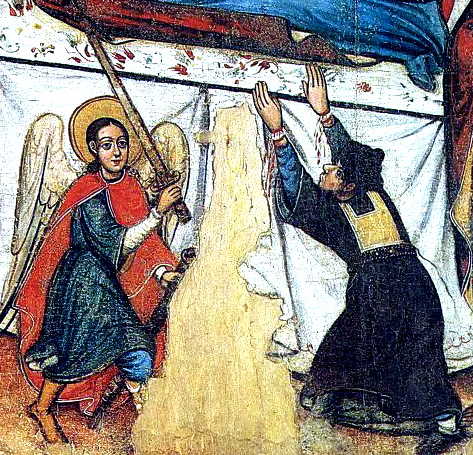
Фрагмент иконы Успение, последняя четверть XVII века, Никольская церковь в Кричаве. Еврей, посягающий на покров Богородицы, и ангел, отсекающий ему кисти рук. «Этнографические» детали костюма еврея: нагрудник со свисающими нитями, белые чулки, халат

Под антисемитизмом понимают множество различных явлений, связанных с проявлением вражды к евреям.
Исторически антисемитизм развивался от античной юдофобии до современного так называемого «нового антисемитизма».
- Античный антисемитизм. Наиболее древний вид антисемитизма, рассматриваемый историками как предубеждение к иудеям со стороны язычников в античную эпоху. Идеологи античного антисемитизма обвиняли евреев в ненависти ко всем народам, тайным и явным преступлениям против национальных нравов и обычаев, подрыве экономики, распространению лжеучений, нелояльности и т. п. Обвинения в принесении человеческих жертв и каннибализме трансформировались впоследствии в кровавый навет.
- Религиозный антисемитизм (антииудаизм). Возник в рамках христианства примерно во II веке. Христианский антисемитизм предполагает ненависть к евреям как носителям иудаизма[30], за то, что те не признают Иисуса мессией, а также исходя из убеждения, что они были причастны к его распятию. Это убеждение обусловлено содержанием Нового Завета и христианской доктриной. Поскольку в христианстве Иисус считается Богом, весь еврейский народ объявлялся «богоубийцами». Для такого мировоззрения характерно разделение людей по критерию вероисповедания, а не национальности. Таким образом, в идеальном варианте, иудеи, переходя в христианство, переставали быть предметом ненависти. На практике так происходило не всегда, и зачастую такие люди и их дети, несмотря на смену религии, не признавались полноценными членами общества и назывались «выкрестами» (например, марраны). В наше время религиозный антисемитизм не ограничивается христианством, поскольку антиеврейские настроения, основанные в том числе на религиозных мотивах, широко распространены среди мусульман[31][32][33][34][35].
  - Сравнение иудаизма с сатанизмом, иудаизм как ветвь сатанизма и связанный с этим антисемитизм[36].
- Расовый антисемитизм, возникший в XIX веке. Его можно назвать «классическим»: именно с ним связано возникновение самого понятия «антисемитизм», и именно его результатом стало крупнейшее проявление антисемитизма — Холокост. Рассматривает евреев в качестве прирождённых носителей неких биологически ущербных признаков, а потому не только не признаёт за ассимилированными евреями права на существование, но и считает их наиболее опасными, так как они вносят «порчу» в здоровое тело нации и пытаются тайно захватить власть над ней.

- «Новый антисемитизм» или антисионизм. В конце 1990-х годов неоконсервативный историк Даниэль Пайпс ввёл понятие «новый антисемитизм», распространяющее определение антисемитизма на ненависть к национальным устремлениям евреев, прежде всего к сионизму и Государству Израиль.

Грань между антисемитизмом и критикой сионизма и политики Израиля, как и критика любой идеологии и политики — часто бывает трудноуловима и ещё более труднодоказуема, что позволяет, с одной стороны, оправдывать антисемитизм как «критику израильской политики», а с другой, дискредитировать любую критику Израиля как проявление антисемитизма.
- В полемической публицистике возникают также новые формы антисемитизма в различных постхристианских субкультурах («рок-антисемитизм»), в левых и правых (не только неонацистских) политических кругах, в новых движениях.

Существуют и иные классификации форм антисемитизма. Так, историк и этнолог Виктор Шнирельман полагает, что кроме этнического и религиозного антисемитизма существует также антисемитизм как реакция на социальную модернизацию, носителями которой считают евреев. Носителями такой формы антисемитизма могут быть в частности коммунисты или консерваторы.
Историк Геннадий Костырченко рассматривает типологию антисемитизма, разделяя его на социальную и политическую составляющие. К первому типу он относит юдофобию или бытовой антисемитизм, а также идеологический (философско-религиозный). Бытовой антисемитизм не является идеологией, но представляет собой бытовое неприятие евреев, связанное с распространёнными представлениями об их образе жизни и отношении к неевреям. На Западе бытовой антисемитизм называют также народный (англ. popular) или плебейский (англ. plebeian). Идеологический антисемитизм в случае его использования в борьбе за власть переходит в качественно иную форму и становится составной частью политической модели. Другим элементом политической модели является государственный (официальный) антисемитизм — когда антисемитизм становится частью государственной политики, как это было в нацистской Германии или Советском Союзе.
Одни авторы сближают понятия антииудаизм и антисемитизм, рассматривая первое явление как часть второго, другие различают или противопоставляют их. Термин «антииудейский» может относиться некоторыми авторами только к соответствующим элементам христианского богословия и вытекающей из них политике церквей; другие авторы используют термин шире. Некоторые называют «антисемитскими» направленные против иудаизма и евреев христианские тексты, в то время как другие отвергают использование этого термина до его появления в конце XIX века, одновременно используя его как аналитическую концепцию. Помимо религиозных (религиозный антисемитизм), существуют также светские варианты антииудаизма.
По мнению одних антисемитов, евреи не должны жить как евреи, и, например, должны быть обращены в христианство. По мнению других, евреи вообще не должны жить и, следуя расистской логике, их следует уничтожить. Это два широких течения из нескольких, связанных с антисемитизмом.
Социологи, обращаясь к изучению молодых ультраправых и скинхедов, то есть представителей низовой субкультуры, показали, что молодые люди шли в движение, стремясь преодолеть чувство одиночества и включиться в состав солидарной группы, которая способна оказать им поддержку; идеология при этом не играла для них большой роли; для сравнения это свойственно и религиозным неофитам. Историк В. А. Шнирельман на основе анализа биографии и деятельности ряда антисемитских интеллектуалов — лидеров и пропагандистов выделяет два типажа и две линии, которые ведут к антисемитизму. Он различает почвеннических антисемитов, которые получили индоктринацию в своей семье, и идеологических антисемитов, перешедших к антисемитизму в результате собственного жизненного опыта и интеллектуальных размышлений. Первые начали путь с опорой на эмоции, вторые опирались на рассудочные представления. Первые восприняли антисемитские чувства от старших родственников — от родителей или бабушек и дедушек. В детском возрасте они имели возможность слышать ксенофобские реплики, разговоры и рассуждения, наблюдать за реакцией или поступками старших в конкретных ситуациях. Позднее на эту основу легла новая информация, которая ими тщательно отбиралась, чтобы соответствовать уже сложившимся у них убеждениям. Вторые в молодые годы неоднократно меняли свою позицию, отношение к религии и внешнему миру и политические представления.

## Причины
Исследователи причин появления антисемитизма в древнем мире делятся по своим подходам на две группы: субстанционалисты и функционалисты. Первые видят причину негативного отношения в самих евреях. Вторые — в отдельных локальных и конкретных конфликтах. Доктор исторических наук Ирина Левинская пишет, что субстанционалистский подход использовался не только нацистами, но и крупными академическими исследователями, в том числе такие как Теодор Моммзен и Эдуард Мейер, а также Эдит Мэри Смоллвуд, Ян Николас Севенстер и Петер Шефер. Функциональный подход разрабатывался Ицхаком Хайнеманом, а впоследствии Ильёй Бикерманом и рядом других учёных.
Антисемитизм, антиеврейские стереотипы и ненависть к евреям в любой степени являются явлениями, изначально связанными с еврейской диаспорой. По наиболее распространённому мнению, юдофобия в древнем мире была вызвана обособлением евреев от других народов. Это обусловлено тем, что иудаизм является монотеистической религией, а также верой иудеев в то, что еврейский народ является избранным Богом. Подобно этому раннее христианство также вызывало ненависть языческого мира, в результате чего многие первые христиане принимали мученическую смерть и страдания. Историк Соломон Лурье, исследуя появление антисемитизма в древнем мире, описывает следующую коллизию. В античности представители покорённых народов, переселяясь в метрополию и считаясь гражданами «второго сорта», стремились походить на полноценных граждан метрополии, чтобы избежать дискриминации. Они признавали культурные и религиозные ценности победителей и ассимилировались. Евреи вели себя принципиально иначе. Даже живя за пределами Земли Израиля, они продолжали сохранять культурно-религиозную идентичность и резко осуждали ассимиляцию. Будучи дискриминируемым меньшинством, они продолжали подчёркивать свою «особость» и даже те, кто завоёвывал тем или иным путём высокое положение в обществе, не стремились походить на коренное население. Это вызывало отрицательное отношение везде, где вне Земли Израиля селились евреи. Тем не менее, как отмечает Ирина Левинская, проблема враждебности к евреям в древности продолжает быть предметом обсуждения и полемики. Консенсусного удовлетворительного объяснения этому явлению пока не найдено.
Как начало антисемитизма в качестве полноценного социального явления многими учёными рассматривается христианский антисемитизм (христианский антииудаизм). Он опирается преимущественно на выраженную уже в Новом Завете идею коллективной ответственности евреев за распятие Иисуса, а также на характеристику евреев как презренных и вечных врагов Христа и, следовательно, всех честных христиан. Благодаря религиозному авторитету Нового Завета идея этой ответственности стала первоисточником позднейшей христианской клеветы на иудаизм и богословского антисемитизма.
Причины напряженности между христианством и иудаизмом не ограничены различиями в религиозных верованиях и догматах, существующими между любыми религиями. Длительная история преследований евреев со стороны христиан в значительной мере стала уже результатом существующей напряженности. Конфликт возник преимущественно по причине противоречивого положения Церкви по отношению к народу Израиля. Церковь рассматривала христианство не как новую религию, но как воплощение обетований Библии (Ветхого Завета), которые выражены в завете (союзе) Бога с патриархами и пророчествах, таким образом, признавая, что в основе её лежит иудаизм. Иисус считается не просто избранным Богом спасителем, но обещанным сыном Давидовым, помазанником Божим (машиах бен Давид). По этой причине Церковь претендует на то, чтобы быть «истинным Израилем» Бога. С точки зрения христианства, именно мессианская универсализация спасительной миссии выражает избрание Богом Авраама, в семени которого благословляются все народы. Эта миссия вначале, в течение подготовительного периода, была вручена лишь одному народу (Израилю по плоти) — до прихода Мессии — Иисуса. Согласно учению Церкви, Закон отражал Божью волю в подготовительный период, но потерял свою действенность после того, как «был исполнен во Христе», на место Закона пришло царство благодати. Это учение, а также евангельские рассказы о критике Иисусом фарисеев как лицемеров и представителей механического ритуал, создавали враждебность.
Отрицание христианством иудаизма послебиблейского периода составило одну из богословских основ христианской религии. Полемика с иудаизмом была направлена на утверждение правоты и преимущества христианской религии. Также христианские мыслители искали объяснение места иудеев в мире, продолжавших существовать несмотря на то, что, согласно христианскому учению, они предали Иисуса на распятие и были отвергнуты Богом, а существование иудаизма после прихода Христа, искупившего грехи человечества, и апостолов, отменивших иудейский закон, не имело смысла. Церковь стремилась разграничить христианское учение и те его основы, которые восходят к иудаизму. Всё это способствовало возникновению и развитию антисемитских настроений и идеологии.
Израильский религиовед Дэвид Флюссер считал христианство более бедной формой иудаизма и крайне антиеврейской религией. По его мнению, неспособность христианства обратить еврейский народ в новую веру как раз и является причиной сильной антиеврейской тенденции в христианстве.
В христианских странах власти и идеологи обосновывали действия, направленные против евреев, отрицанием последними божественной природы Христа и якобы содержащейся в Талмуде хулой на него. Так, по утверждению Мартина Лютера, иудеи публично называли Иисуса колдуном, а его матерь — блудницей.
Христианский антисемитизм оказал глубокое влияние на последующие разновидности антисемитизма вплоть до современных. Так, широкое распространение антисемитского законодательства и почти повсеместное соучастие неевреев в актах уничтожения евреев нацистами необъяснимы без учёта масштабного многовекового явления христианского антисемитизма.
По мнению политолога Пьера-Андре Тагиеффа, современные антиеврейские установки были радикализированы по мере эмансипации евреев, которая стала возможной, среди прочего, благодаря республиканской и националистической модели, получившей распространение во всём мире после Французской революции. «Допотопный еврей, терпимый Церковью» и «еврей, защищаемый исламом» (зимми), переступил границы идентичности, предписанной ему господствующей религией, чем вызвал антиеврейскую реакцию, которая порывает с «технологическим» антииудаизмом. Особая жестокость современной юдофобии, направленной против эмансипированного еврея, проявляется как по отношению к еврейскому национализму (сионизму), как по отношению к противоположному явлению — синкретичной ассимиляции евреев: деиудеизация еврея понимается в качестве уловки, маскировки, переодевания. Социолог Норберт Элиас на примере евреев предложил социологическую интерпретацию ресентимента закрепившейся мажоритарной группы в отношении маргинальных групп, когда последние переходят от положения подчинённых к положению конкурентов — одновременно равных и соперников.
Когда евреи Европы начали ассимилироваться и им было разрешено свободно выбирать профессии и занимать общественные должности, в чём им ранее отказывалось, начали распространяться теории заговора о еврейской власти.
Со времени создания Государства Израиль новой целью антисемитизма стало еврейское государство. Израиль столкнулся с большими трудностями в борьбе за выживание и постоянно подвергается демонизации и поношению. Современный многообразный антисемитизм исходит из всех этих концепций.
Французский философ Жан-Поль Сартр писал, что в основе антисемитизма лежит страх. Причём страх не перед евреями, а перед самим собой, своей совестью, боязнь свободы, ответственности и так далее. Русский философ Н. А. Бердяев считал основой антисемитизма бездарность. В этом с Бердяевым сходился и Сартр, который считал, что антисемит является завидующей воинственной посредственностью, возводящей свою посредственность в предмет гордости. Американский писатель-протестант еврейского происхождения Эндрю Клейвен полагает, что антисемитизм — «такой хороший показатель наличия зла в человеке»; «я склонен верить в то, что, когда Бог сделал евреев избранным народом, он выбрал их для того, чтобы они служили своего рода „системой раннего обнаружения“ безнравственности для всех остальных».

## Еврейский заговор
Христианский троп лат. peccatum Iudaeorum — «грех иудеев» под влиянием расового поворота и антиглобалистской конспирологии постепенно трансформировался в идею «еврейского (жидомасонского) заговора».
Уже в Средние века идею еврейского заговора разделял ряд христиан. С этими представлениями был связан навет об отравлении евреями колодцев по приказу старейшин, отданному из Стамбула и Иерусалима. Распространялись слухи о тайных совещаниях раввинов для подготовки ритуальных убийств и осквернений гостии. В Испании, Португалии, а затем также в других странах Европы аспект этих обвинений постепенно смещался от религиозной сферы к политике. Предположительно, в это время впервые возникает потребность в создании подлогов, которые обосновывали антиеврейские гонения. Так, в тексте поддельной переписки от 1489 года между стамбульскими раввинами с испанскими евреями (Париж, 1583) раввины, согласно этому подложному документу, советовали испанским евреям, которых принуждали принять христианство, давать детям профессии торговца, врача, аптекаря, священника, адвоката, чтобы иметь возможность вредить христианам и постепенно поработить их. Эту подделку провокационно использовали против новых христиан, а позднее многократно переиздавали в XIX веке во Франции и Германии, она стала прообразом для фальшивки «Протоколы сионских мудрецов». Изготовление подделок на разные темы, вводящих в заблуждение читателя, имело широкое распространение в Европе со второй половины XVIII века. Часть из них писалась с политическими целями.
Идея политического заговора евреев, направленного против христианских государств, приобрела остроту после того, как Наполеон I в 1807 году созвал Синедрион. С разных позиций её разрабатывали в своих сочинениях А. Туссенель, А. Р. Гужено де Муссо, Э. Дрюмон, Е. Дюринг, А. Штеккер и другие антисемитские публицисты. С 1860-х годов реакционные круги Германии развивали идею сговора евреев и масонов по совместному подрыву устоев христианского мира. Эту идею подхватили во Франции, где она сыграла существенную роль в деле Дрейфуса. В России в 1869 году Яков Брафман публикует «Книгу кагала», обвинявшую евреев в корпоративной эксплуатации христиан.
В 1873 году в Базеле на немецком языке выходит трактат секретного агента российского правительства В. А. Осман-Бея (Ф. Милленгена) «Завоевание мира евреями». В 1874 году этот трактат появился на русском языке и впоследствии много раз переиздавался. Автор заявлял, что историческое назначение евреев — это мировое господство; еврейская диаспора являлась добровольной, её цель заключалась в подготовке наступления на род человеческий. Согласно трактату, планы захвата прессы обсуждали на «всемирном еврейском соборе» в 1840 году в Кракове.
«Еврейский заговор» получил отражение в романе немецкого писателя Германа Гёдше (под псевдонимом Дж. Ретклиф) «Биарриц — Рим» (1866—1870), который стал одним из непосредственных источников «Протоколов сионских мудрецов». Одна из глав этого произведения — «Еврейское кладбище в Праге» — переводилась на русский язык в 1872 году и многократно была переиздана, в том числе под наименованием «Речь раввина». Она описывает «очередное» секретное совещание у могилы «святого раввина» представителей двенадцати колен Израилевых, обсуждающих планы по разрушению христианства и установлению иудейского царства. Идеей всемирного заговора пронизаны также романы русских беллетристов В. Крестовского «Тьма египетская» (1881), Н. Вагнера «Тёмное дело» (1881; позднее переиздан как «Тёмный путь») и др.
В 1880-е годы в антисемитской прессе широко распространяется фальсификат «Письмо Кремье», который был помечен 1874 годом и предрекал скорую победу «мирового еврейства»: «Недалёк тот день, когда все богатства земли будут принадлежать исключительно евреям». С этого времени основной мишенью антисемитских нападок стал Альянс.
В 1890-е годы в архивах российского министерства внутренних дел было собрано большое число докладных записок и материалов, которые «изобличали» еврейский заговор. Руководители охранки, стремившиеся использовать развивающееся антисемитское движение в своих целях, занялись фабрикацией «документа», призванного на понятном широким массам языке показать ведущую роль «мирового еврейства» в российских революционных движениях и дискредитировать лозунги оппозиционных партий. Записка «Тайна еврейства» ставила задачу бороться с революционным движением, «осветив печатно, в популярном изложении, тайные еврейские замыслы против всего христианского мира и России в частности». Было принято решение создать провокационную мистификацию, призванную «доказать» существование заговора евреев, замысливших достигнуть мирового господства. В конце XIX века по заданию тайной полиции России были составлены «Протоколы сионских мудрецов», ставшие наиболее значимой антисемитской подделкой.
«Протоколы» сыграли активную роль в развитии теории о «международном еврействе», согласно которой существует тайное еврейское предприятие, действующее через контроль над мировой капиталистической экономикой и политикой и направленное против всех наций. В наибольшей мере распространению идей «Протоколов» по всему миру способствовала книга «Международное еврейство» (The International Jew), изданная американским промышленником Генри Фордом в 1920—1922 годах. Идеология нацизма включает представление, что «мировое еврейство» является главным врагом германской нации. Эта теория заговора послужила для легитимизации Холокоста.

## Другая риторика

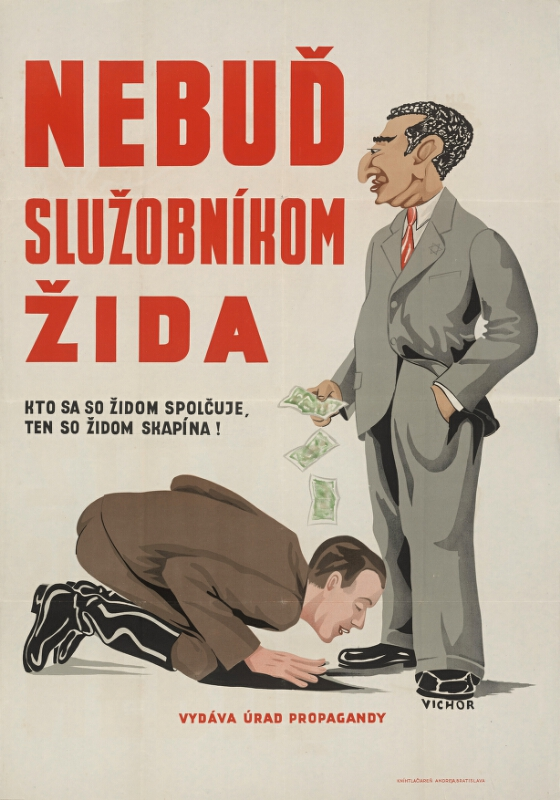
«Не будь слугой еврея: тот, кто общается с евреем, опустится до его уровня», словацкий пропагандистский плакат, 1940-е годы

Распространена тенденция приписывать еврейское происхождение любому лицу, занимающему высокое положение в обществе. С тенденцией связны, среди прочего, мотив мирового еврейского правительства, идеи большевистской власти в качестве успешной реализации еврейского заговора, еврейского происхождения Ленина, Гитлера и др.
Часто утверждается, что у евреев нет оснований считаться объектами дискриминации, поскольку многие евреи являются преуспевающими. Историк Дебора Липштадт отмечала, что «расист наносит удар вниз, но антисемит часто бьёт вверх». Одной из характеристик антисемитизма является то, что он часто связан с критикой власти и привилегий. Часть евреев занимают руководящие должности в правительствах, возглавляют крупные корпорации и хорошо представлены среди студентов и преподавателей в академических учреждениях. Однако на евреев налагались академические квоты, они подвергались другим формам дискриминации. Для сторонников превосходства «белой расы» не имеет значения, являются ли евреи бедными или экономически привилегированными, они подвергаются преследованиям за то, что они евреи.
Антисемитизм может действовать вопреки личному опыту. Так, еврей, с которым антисемит имеет хорошие отношения, может вызывать у него симпатии и добрые чувства, однако априорно сконструированный образ «опасного еврейства» заставляет его считать данного конкретного еврея уникальным феноменом, исключением из правила. Приятель-еврей воспринимается антисемитом как нечто деэтнизированное, выходящее далеко за пределы того, что расчеловечивалось и демонизировалось.
Враждебность, вызванная существованием и политикой государства Израиль, в некотором роде возвращает ситуацию к периоду до развития еврейской диаспоры. Большая часть враждебности, направленной против Израиля, — продукт обычных конфликтов и не является уникальным явлением. Грань между критикой Израиля и антисемитизмом не всегда легко установить, однако эти два понятия не следует смешивать. Критика Израиля часто выходит за рамки, враждебность переносится на всех евреев, а не только израильтян, и используются антисемитские материалы и аргументы. В позднейшее время, в отличие от более раннего периода, «Протоколы сионских мудрецов» чаще печатаются, цитируются и используются на Ближнем Востоке, чем в Европе или Соединённых Штатах.
Критики в Израиле и за его пределами, не согласные с политикой и действиями государства, пользуются правом высказываться. Израиль является единственная демократией на Ближнем Востоке, в нём поощряется свободный дискурс. Однако важным считается указать, что объектом критики являются «израильская политика» или «действия израильской армии». Конкретика высказываний служит отличительным признаком, отделяющим законную критику от попытки делегитимизировать основополагающее право Израиля на существование. Для отличия обоснованной критики Израиля от антисемитизма применяется набор критериев, получивших название 3Д-тест на антисемитизм: делегитимация, демонизация и двойные стандарты (три D). В качестве проявлений антисемитизма рассматриваются, в частности, демонизация Израиля и его лидеров — позиционирование их в роли абсолютного зла или обвинение во всём насилии на Ближнем Востоке; двойные стандарты — обвинение Израиля в нарушениями прав человека при игнорировании нарушений прав человека в других странах.
По мнению Американского еврейского комитета, антисионистскими и антисемитскими не считаются призыв к созданию двух государств, включая палестинское национальное государство; критика политики израильского правительства; выступления в поддержку прав палестинцев; противодействие всем формам национализма или ограничений, включая еврейский национализм. К антисемитизму относятся, среди прочего, призыв к прекращению существования только еврейского государства; утверждение, что евреи — единственные среди народов мира не имеют права на самоопределение — или еврейский народ не имеет религиозной и исторической связи с Израилем, что выделяет и дискриминирует евреев; словесные или физические преследования, деструктивные действия в отношении еврейских институций — в ответ на действия государства Израиль; использование критиками Израиля антисемитских тропов о еврейской власти или жадности, отрицание Холокоста или обвинение израильтян в том, что они являются «новыми нацистами».
Недавним явлением в интерпретации израильско-палестинского конфликта стала идея рассматривать евреев как «белых» и позиционировать это конфликт как расовый. Обозначая израильтян как «белых», антиизраильские активисты проводят сравнения с расовым неравенством в США. Однако, по мнению Американского еврейского комитета, израильско-палестинский конфликт является конфликтом между двумя национализмами — палестинским национализмом, с одной стороны, и еврейским национализмом или сионизмом, с другой. Израильские евреи представлены европейскими ашкеназами, чернокожими евреями Эфиопии, смуглыми евреями из Индии, сефардами и мизрахим из Северной Африки и арабских стран, персидскими евреями из Ирана и многие другие. Израиль является исторической родиной всех евреев. Представление Израиля в качестве «белого» угнетателя искажает реальность многокультурной страны, которая гарантирует гражданские права всем своим гражданам, независимо от происхождения; искажает реальность разнообразия еврейского народа, его историю и нивелирует опасность антисемитизма. Реальные белые расисты часто не рассматривают евреев как «своих»: евреи не считались «белыми» в конце XIX и начале XX веков, и до сих пор не считаются белыми неонацистами и сторонниками превосходства «белой» расы.

## История

### В античном мире
Пока евреи имели свою страну, не существовало принципиальных различий между враждебностью по отношению к ним и к любому другому сообществу. Так, хананеи не описываются как антисемиты. Только с III века до н. э. за пределами древнего Израиля антиеврейская враждебность приобрела свои отличительные черты. Иудейские войны (66-73 и 132—135 годы н. э.), которые римляне вели против Земли Израиля не отличались от других репрессивных войн Рима против мятежных народов. Однако статус евреев в Римской империи имел свои уникальные характеристики.
По мнению ряда исследователей, антисемитизм возник и развился в мире античного язычества. Большая часть современной антисемитской аргументации происходит от античных предрассудков, одним из центров которого являлась Александрия, примерно около III—II веков. до н. э. Одним из первых теоретиков антисемитизма считается египетский жрец Манефон, живший при Птолемее II Филадельфе (285—246 годы до н. э.) В его повествовании об исходе евреи представлены потомками «прокаженных и нечистых» людей изгнанных из Египта.
Греческий писатель Апион обвинял евреев в человеческих жертвоприношениях, из этих обвинений впоследствии родился кровавый навет. Ещё одно обвинение, возникшее в тот период, часто повторялось впоследствии — так называемая «двойная лояльность». Евреев, состоявших на государственной службе и особенно в армии, обвиняли в том, что они больше защищают интересы своих единоверцев, нежели государства.
Уже в античном мире евреи подвергались преследованиям на религиозной почве, например, при правителе из династии Селевкидов Антиохе IV, что привело к восстанию Маккавеев. Случались еврейские погромы. Первый известный в истории и еврейский погром произошёл в 38 году н. э. в Александрии. Росту антисемитских настоений способствовали восстания в Иудее против римского владычества — Иудейская война, восстание Бар-Кохбы, а также религиозные споры между ранним христианством и иудаизмом.

### Антииудаизм раннего христианства
В первые три века существования христианства, когда ещё не было единой церкви и каждая крупная община могла трактовать по-своему священные тексты, многие христианские общины мало чем отличались от иудейских. Переломным моментом стало основополагающее решение освободить новообращённых христиан от исполнения заповедей иудаизма и от обрезания на Иерусалимском соборе в 50 году н. э. Конкуренция в обращении язычников и обвинение евреев в богоубийстве постепенно разъединяли иудаизм с христианством и вызывали взаимную ненависть, которую для христиан обосновывал «теологический антисемитизм», активно развиваемый христианскими богословами. Одним из жанров раннехристианской литературы были апологетические сочинения Adversus Judaeos («Против иудеев»). Они формировали в христианской среде негативный образ иудеев и их религии.
По мере утверждения христианства в Римской империи в отношении иудеев появились правовые ограничения. Евреям запрещалось вступать брак с христианами, владеть землёй и др. Нередко практиковалось насильственное обращение иудеев в христианство. Аналогичные процессы происходили в исламских странах. С ужесточением относящегося к евреям Византии законодательства в начале V века их положение стало быстро ухудшаться. К началу VI века политические и религиозные идеи слились в имперском законодательстве, что выразилось в соединении роли императора как главы государства и защитника христианской веры. Это создало угрозу для евреев и других иноверцев.
На протяжении истории христианства евреи подвергались преследованиям и унижениям. История евреев в христианском мире включает чередование периодов сравнительной терпимости, более или менее жёстких притеснений, законодательных ограничений, изгнаний, погромов и массовых убийств. Ситуация с притеснением евреев менялась в зависимости от времени, места, экономических и иных обстоятельств. Так, законодательные ограничения могли игнорироваться или смягчаться отдельными правителями, которые предоставляли евреям специальные привилегии.

### Антисемитизм в Средние века
В Средние века антисемитизм существовал в двух смежных формах — религиозный антииудаизм («теологический» антисемитизм) и специфический «химерический» (Гэвин Ленгмюр) или «оккультный» (Джон Клир) антисемитизм. Также антисемитизм широко использовался как инструмент в политической и экономической борьбе.
Принято считать, что в раннем Средневековье евреи жили в относительной безопасности, однако в реальности это был период, когда евреев уже начинали изгонять и принуждать к принятию христианства. Начиная с враждебного по отношению к евреям эдикта императора Константина (313 год), влияние христианской церкви в мире всё более возрастало. Вместе с чем возрастало и «обучение презрению» к иудеям. В свою очередь, это приводило к их социальной дискриминации, кровавым наветам, погромам, совершавшимся христианами с благословения церкви, а также погромам, инспирировавшимся непосредственно церковью. Распятие Христа рассматривается некоторыми христианскими богословами и другими авторами как совершённое евреями «богоубийство». Блаженный Августин утверждал, что евреи, как народ проклятый и наказанный Богом, должны быть обречены на «унижающий их образ жизни» с тем, чтобы стать свидетелями истины христианства.

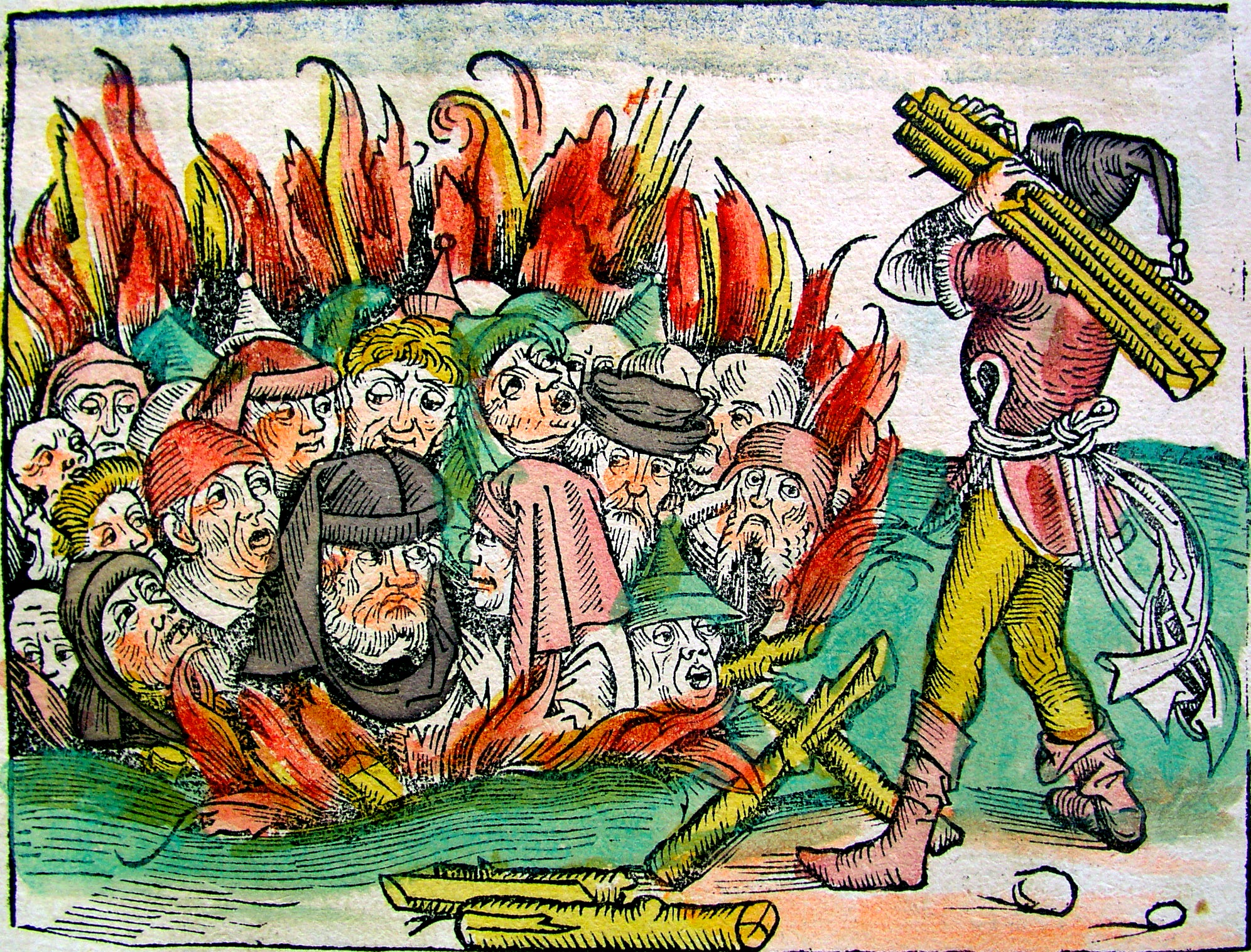
Сожжение евреев в Деггендорфе (Бавария) из-за обвинения в осквернении гостии (1338). Ксилография из «Нюрнбергской хроники» (1493)

Формирование в Европе феодальных и сословных отношений привело к усилению отчуждения евреев. Еврейское население было лишено возможности заниматься земледелием, и часть еврейской диаспоры обратилась к другим формам хозяйственной деятельности, включая осуждаемое христианством ростовщичество. В христианском обществе сложился стереотип еврея-ростовщика, характерным примером которого стал образ Шейлока в «Венецианском купце» Уильяма Шекспира. Евреи в средневековом христианском обществе подвергались сегрегации — для них ограничивалось бытовое общение с христианами, предписывалось проживать в особых кварталах — гетто, носить отличительные знаки на одежде, согласно постановлению Латеранского собора 1215 года. Евреи становились жертвами инквизиции, они изгонялись из ряда европейских стран, включая Англию, Францию, Германию; из Испании и Португалии по завершении Реконкисты в 1492 году христиане изгнали 160 тысяч евреев. Происходили еврейские погромы, особенно во время обострения социально-политической ситуации: в периоды крестовых походов, эпидемии чумы «Чёрная смерть» в 1348—1353 годах, в ходе Реформации и религиозных войн, восстания Богдана Хмельницкого и др.
Химерический антисемитизм как специфическая форма выражается в мифических представлениях о практиках еврейских общин (ритуальные убийства, осквернение причастия, похищение христианских детей, отравление колодцев, распространение заразы), а также специфических связях с дьяволом и физиологических отличиях евреев от христиан. Отсутствие сильной центральной власти и могущество многочисленных корпораций (цехов, гильдий и т. п.) открывали широкий простор для преследования и унижения евреев всеми классами христианского общества.
Антиеврейские гонения происходили также в исламских странах, однако в целом в этом регионе отношение к евреям было более терпимым, чем в христианской Европе.

### Новое время
Несмотря на интерес ряда гуманистов к еврейской учености, в том числе к каббале, общее негативное отношение к евреям и иудаизму сохранялось. В рамках идеалистической философии XIX века, несмотря на многообразие определений христианства, которые были предложены разными его представителями, такими как Иммануил Кант, Г. Ф. Гегель, И. Г. Фихте, все они утверждали превосходство христианства над иудаизмом.
17 марта 1808 года Наполеон издал указ (также известен как «позорный указ») о частичном ограничении прав евреев, варьировавшимся в разных департаментах. Режим ограничений сохранялся до самого конца империи, и лишь Людовик XVIII в 1818 году закончил дело эмансипации, отказавшись от продления указа.
То обстоятельство, что как общий характер западной цивилизации, так и формы национального сознания европейских наций сформировались под влиянием христианского наследия, послужило основой для нового национального антисемитизма, который если не в прямо богословском, то в социально-культурном плане является христианским: французский католицизм во время и после дела Дрейфуса, протестантизм в движении, которое возглавлял в Германии придворный проповедник Адольф Штеккер и др.

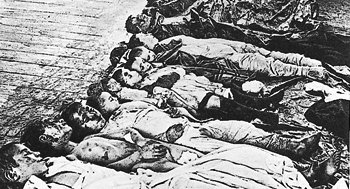
Еврейские дети — жертвы погрома в Екатеринославе в 1905 году

В начале XIX века в Европе развиваются идеологические течения, в частности национализм, которые ухудшают отношения между евреями и народами, среди которых они жили. Также из социал-дарвинизма рождается расизм, который часто включает псевдонаучные представления о высших и низших расах и относит евреев к последним. Законодательство допускало ограничение в правах только в Российской империи и Румынии, однако неофициальная дискриминация имела место в большинстве европейских стран.
Ряд европейских стран (Австрия — до 1867 года, Германия — до 1871 года, Швейцария — до 1874 года, Россия — до 1917 года) сохранял установленное ранее ограничительное законодательство в отношении иудеев, которое касалось места жительства (например, черта оседлости в России), рода занятий, образования (процентная норма) и др.
Политическая и гражданская эмансипация евреев и формирование сионизма — еврейского национального движения, вели к росту антисемитских настроений. Теоретически и политически антисемитизм оформился в последней трети XIX века, когда были созданы антисемитские партии и организации. В 1882 году в Дрездене прошёл первый международный антисемитский конгресс. Используя сфальсифицированные обвинения против евреев инициировались громкие судебные процессы, такие как дело Дрейфуса и дело Бейлиса, получила распространение антисемитская литература. Немецкие антисемиты в конце XIX века вербовали сторонников среди знаменитостей, искали в классике мировой литературы и в популярной культуре что-либо, даже в небольшой мере оскорбительное для евреев.
До середины XVIII века немногочисленные евреи неоднократно изгонялись из России. Но между 1772 и 1795 годами, в результате трёх разделов Речи Посполитой, к России были присоединены территории, на которых проживало значительное количество евреев, ставших таким образом подданными Российской империи. С 1881 года в России началась волна еврейских погромов, вызвавшая массовую эмиграцию. Евреи, выехавшие из Российской империи, составили основу еврейской диаспоры в США.

### Новейшее время

#### До Холокоста
Историк Г. В. Костырченко отмечает, что период революции и гражданской войны антиеврейское насилие на территории бывшей Российской империи достигло пика. Во время гражданской войны в России еврейские погромы осуществлялись всеми её участниками: украинскими националистами (40 %), отдельными бандами (25 %), белыми (17 %) и красными (8,5 %). Историк Норман Кон оценивал общее число евреев убитых в погромах с 1918 по 1920 годы оценивается в 100 тысяч человек. Суммарная еврейская эмиграция из России за период 1880—1928 годы составила 2,265 млн человек.
Американский промышленник Генри Форд с 1920 года в своей газете «Дирборн индепендент» публиковал антисемитские статьи, а также тексты «Протоколов сионских мудрецов», которые затем издал в виде книги «Международное еврейство». Однако в 1927 году Форд направил в американскую прессу письмо с признанием своих ошибок.
Антисемитские издания Форда оказали огромное влияние на нацистов в Германии В частности, глава гитлерюгенда Бальдур фон Ширах утверждал, что Форд был кумиром молодых нацистов.

#### В нацистской Германии

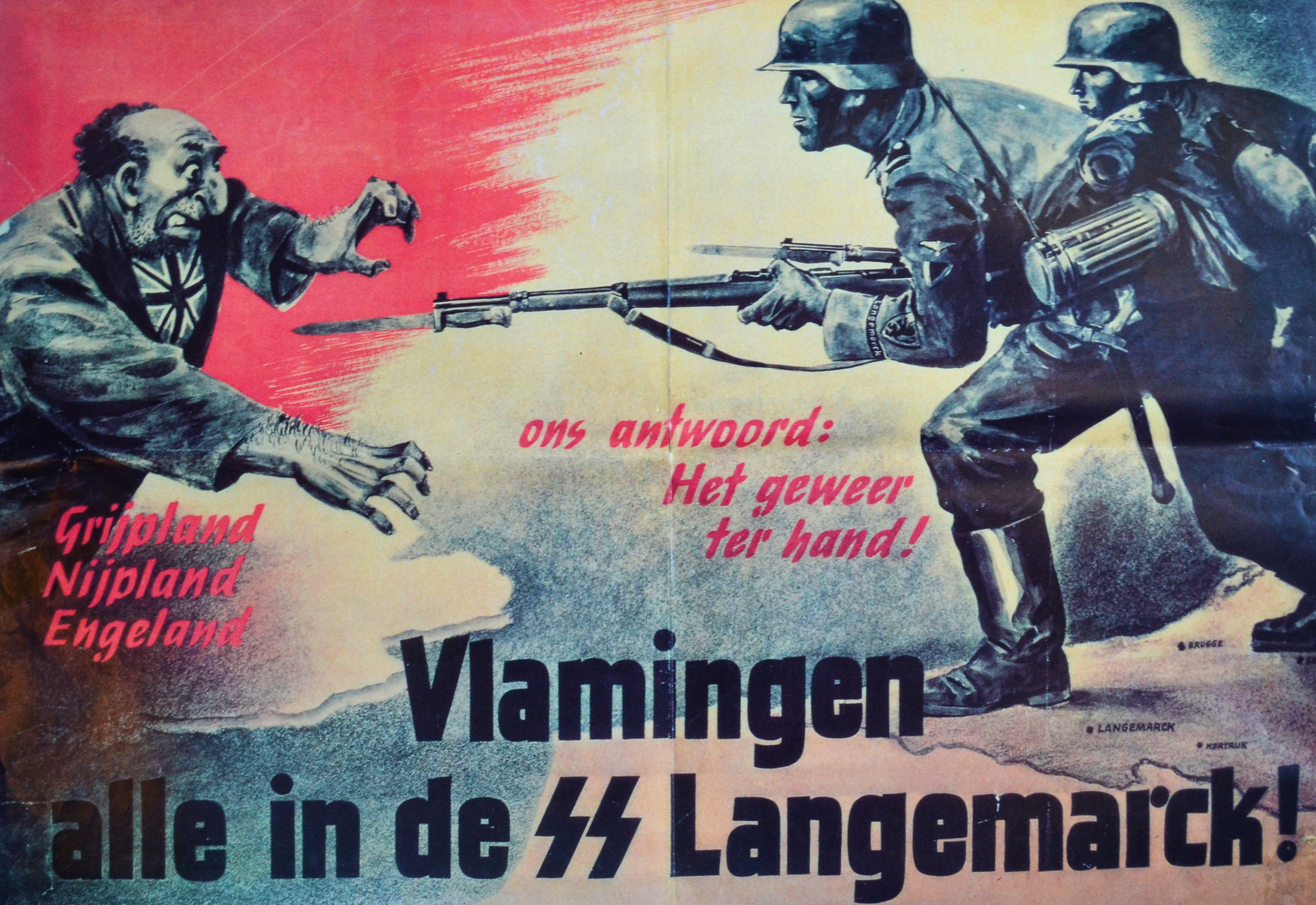
Вербовочный плакат 27-й добровольческой дивизии СС «Лангемарк»: «Фламандцы, все в СС Лангемарк!». Великобритания изображена как управляемая евреями, а война с ней — как «расовая борьба» «арийской расы» с «семитской» (евреями)

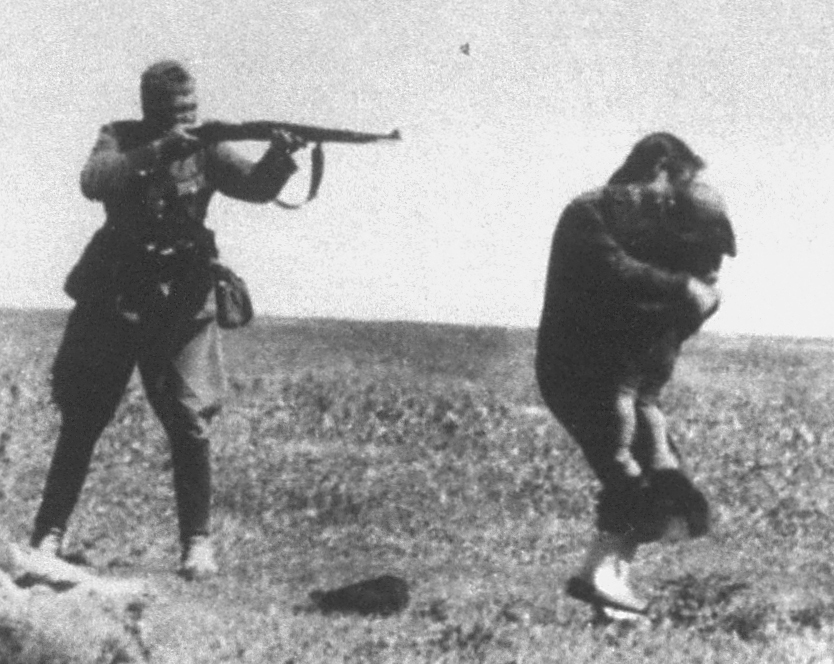
Член айнзацгруппы расстреливает еврейских женщину и ребёнка, близ Ивангорода, Украина, 1942 год. Фрагмент фотографии айнзацгруппы в Ивангороде

С конца XIX века в среде немецких и австрийских пангерманистов получили развитие идеи расового антисемитизма, в рамках которых евреи рассматривались в качестве прирождённых носителей неких биологически ущербных признаков, а потому любой еврей представлялся расистам опасным для существования нации. Главным носителем антисемитизма XX века стала идеология фашизма. Немецкие нацисты во главе с Адольфом Гитлером сделали расовый антисемитизм краеугольным камнем своей идеологии.
В идеологии нацизма евреи («семитская раса») рассматриваются как антипод и главный враг «арийской расы». «Арийская» идея служила основой для радикального, охватывавшего все сферы человеческой жизнедеятельности антисемитизма, определявшего в свою очередь стремление к борьбе против марксизма, большевизма, пацифизма, либерализма и демократии — согласно нацистскому учению, проявлений и инструментов реализации интересов «мирового еврейства». История понималась как непрерывная расовая борьба воспринимаемых с биологической позиции народов за выживание, защита и расширение необходимого им «жизненного пространства». Конечным результатом этой борьбы считалось установление мирового господства «арийской расы», превосходящей другие расы в биологическом и культурном отношении и занимающей высшую позицию в «расовой иерархии» — расы естественных господ. Идеология включала милитаризм: война была представлена естественным состоянием человечества, законным и единственно возможным средством утверждения мирового лидерства «народа-господина». Залогом победы в этой борьбе должна быть консолидация немецкой нации под руководством единого вождя («фюрера»), «расовая гигиена» — очищение нации от «расово чуждых» и «неполноценных» элементов, а также укрепление её «физического здоровья».
«Арийцами» назывались древние индоевропейцы, рассматриваемые как отдельная раса, а из современных народов — немцы и родственные им германские народы, которые, согласно нацистской идеологии, являются наиболее «расово чистыми» существующими народами «арийского происхождения». Нацистский расовый теоретик Ханс Гюнтер в своей книге «Расовая наука немецкого народа» (1922) определил каждый расовый подтип в соответствии с общим физическим обликом и психологическими качествами, включая «расовую душу» — со ссылкой на эмоциональные черты и религиозные убеждения. Он приводил детальную информацию о цвете волос, глаз и кожи, строении лица. Он писал, что немцы представлены всеми пятью выделяемыми им европейскими расовыми подтипами, но подчёркивал их сильное «нордическое» наследие.
В концепции Гюнтера евреи происходят от неевропейских рас, особенно от расы, которую он классифицировал как «ближневосточную», более известную как арменоидный тип. Он утверждал, что такое происхождение делает евреев принципиально отличными от немцев и большинства европейцев и несовместимыми с ними. В своей работе «Расовые свойства еврейского народа» Гюнтер утверждал, что «расовая душа» «ближневосточной расы» характеризуется «коммерческим духом». Согласно Гюнтеру, «ближневосточный тип» представлен в основном коммерчески настроенными и ловкими торговцами, обладающими развитыми навыками психологического манипулирования. Он утверждал, что «ближневосточная раса» была «порождена не столько для завоевания и эксплуатации природы, сколько для завоевания и эксплуатации людей».
Антисемитская идеология нацизма заимствовала многие элементы из христианского антииудаизма, вписав их в рамки тоталитаризма. Польский социолог Зигмунт Бауман считал, что нацисты переосмыслили многовековую ненависть к евреям как современную форму расовой «болезни», поразившей немецкое политическое тело и требовавшей срочного «искоренения». Бауман утверждал, что «истребительный антисемитизм» возник при нацистах как вариант традиционного христианского антииудаизма. Историк Саул Фридлендер («Нацистская Германия и евреи», 1997) предложил дополнительную интерпретацию причинности Холокоста — «искупительный» антисемитизм. Хотя «искупительный» антисемитизм восходит к элементам христианского антииудаизма и расового антисемитизма, он существенно отличался. Фридлендер соединил религиозный идеал искупления через разрушение с нацистским страхом «расового вырождения» из-за смешения рас, связанным с опытом европейского колониального расизма.
В нацистской Германии антисемитизм принял свои крайние формы. Было принято антисемитское законодательство (Нюрнбергские расовые законы), еврейские погромы, («Хрустальная ночь» и др.). С 1938 года проводилась принудительная эмиграция еврейского населения. С осени 1939 года, начала Второй мировой войны евреи выселялись в концлагеря и гетто. С июня 1941 во время нападения Германии на СССР началось тотальное уничтожение евреев («Окончательное решение еврейского вопроса»). Жертвами этой нацистской политики стали 6 млн евреев, включая 1 млн детей. Роль антисемитизма в Холокосте остаётся постоянным источником споров среди учёных.

#### После Холокоста
После Второй мировой войны вспышки антисемитизма происходили во многих странах, включая уничтожение Еврейского антифашистского комитета, борьбу с космополитизмом, «дело врачей» в СССР, проявления антисемитизма во время «охоты на ведьм» в США и др. Затяжной арабо-израильский конфликт связан с ростом антисемитизма в исламских странах.

#### В СССР

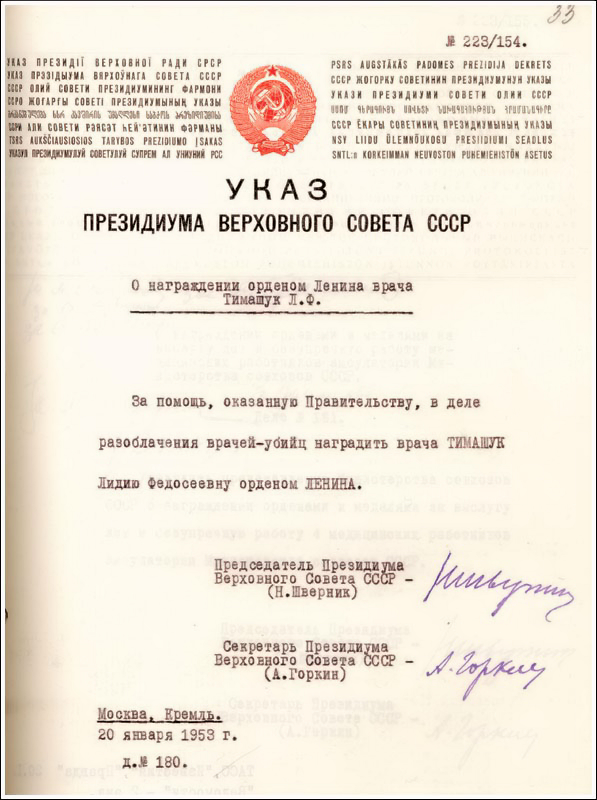
Указ от 20.01.1953 о награждении Л. Тимашук Орденом Ленина за «разоблачение врачей-убийц»

Государственная политика по отношению к евреям была двойственной. С одной стороны, официально антисемитизм рассматривался как негативное наследие «великодержавного шовинизма» Российской империи. Положительное отношение к евреям также помогало сохранять образ СССР как основного борца с нацизмом. С другой стороны, минимизация национальной идентичности советских евреев и особенно связанной с созданием государства Израиль подталкивали государство к юдофобии.
На государственном уровне антисемитизм возник в СССР в конце 1930-х годов и достиг пика в конце 1940-х — начале 1950-х. Кампания по «борьбе с космополитизмом», начавшаяся в 1946 году, превратилась в антисемитскую — с преследованиями и массовыми арестами. В 1948 году был закрыт Еврейский антифашистский комитет и ряд других национальных учреждений, активисты ЕАК были казнены. «Дело врачей», начатое в январе 1953 года, по слухам, должно было стать прелюдией к массовой депортации евреев в лагеря, но было прекращено после смерти Сталина.
После 1953 года накал антисемитизма в СССР стал спадать. Однако начиная с 1967 года после арабо-израильской Шестидневной войны в СССР резко усилилась антисионистская пропаганда, часто переходившая в предубеждение к евреям.

#### Арабский и мусульманский антисемитизм
Арабский антисемитизм включает в себя три основные позиции:
- Антиеврейские мнения и образы из традиционных исламских источников.
- Антисемитские стереотипы, образы и обвинения из европейских и христианских источников.
- Отрицание Холокоста и сравнение сионизма с фашизмом.

Американский востоковед Норман Стиллман писал, что «антисемитизм стал неотъемлемой частью арабского культурного дискурса».
В традиционной исламской интерпретации Корана, Аллах превратил в евреев свиней и обезьян. Представление о современных евреях как потомках свиней и обезьян имеет широкое распространение среди верующих мусульман.
Ряд обвинений против евреев, (например, кровавый навет), которые даже среди антисемитов Европы считаются маргинальными, продолжают иметь хождение в арабском и мусульманском мире. Арабские СМИ серьёзно относятся к «Протоколам сионских мудрецов», несмотря на то, что в остальном мире они давно признаны фальшивкой.
Распространённым мнением среди арабов является отрицание Холокоста, утверждения о сотрудничестве сионистов с нацистами, сравнение современного Израиля с нацистской Германией и, как вывод, что немцы и другие народы не несут моральной ответственности перед евреями за Холокост, а, напротив, несут моральную ответственность перед палестинцами, которые в результате этого не имеют своего государства. Такая позиция, в частности, изложена в кандидатской диссертации руководителя Палестинской автономии Махмуда Аббаса, защищённой в 1982 году в СССР.

Нынешняя волна иррационального антисемитизма, захлестнувшая западный мир, инспирируется арабами, питается арабским комплексом неполноценности и может привести к печальным последствиям для мусульманских народов в целом. Арабский антисемитизм вызван накопившимся за последние сто лет чувством фрустрации от неспособности арабов приспособиться к современному миру.
— профессор политологии университета Онтарио Салим Мансур
Несмотря на официальные уверения, что к евреям арабы относятся положительно, а весь негатив направлен против сионизма, существуют многочисленные высказывания, включая религиозных деятелей ислама, лидеров государств и правительственные издания арабских стран, которые подчеркивают, что никакой разницы между евреем и израильтянином с их точки зрения нет и все негативные характеристики вплоть до призывов к массовым убийствам относится к любым евреям, где бы они ни жили и каких бы взглядов ни придерживались.
В частности, в Исламской хартии движения Хамас приводится со ссылкой на пророка Мухаммеда следующая цитата:

Не наступит час (день страшного суда), пока мусульмане не победят евреев, и не убьют их, и будут преследовать их, и даже если спрячется еврей за камень или дерево, то деревья и камни возопят: «Мусульманин, слуга Аллаха, за мной спрятался еврей, приди и убей его».
Согласно одному из опросов общественного мнения, 64 % турок не хотели бы видеть своими соседями евреев. Однако прямые антисемитские акции в Турции преследуются правительством. Так, в 2009 году владелец магазина, вывесивший на дверях плакат с надписью: «Евреям и армянам вход воспрещен!» был приговорён к пяти месяцам тюремного заключения.
Матиас Кюнцель, политолог-иранист исследовал параллели между иранским антисемитизмом и германским национал-социализмом. Он считает, что стремление Ирана стать ядерной державой вызвано желанием осуществить геноцид евреев. Кюнцель выдвинул гипотезу, что массовое распространение антисемитизма среди мусульман является следствием нацистской пропаганды. Он отмечает, что нынешний иранский режим провозгласил антисемитизм и отрицание Холокоста частью государственной идеологии — впервые после окончания Второй мировой войны.

#### В Израиле
После распада Советского Союза многие советские евреи репатриировались в Израиль, но вместе с ними приехали также сотни тысяч неевреев (используя статью в Законе о возвращении, позволяющую репатриацию потомкам евреев и их семьям), что привело к новому явлению — антисемитизму в Израиле. На протяжении 1990-х годов в стране возникли организации этнических русских (например, «Славянский союз», лидер которого объявил о своей солидарности с одноимённой российской национал-социалистической организацией). Появились также группировки скинхедов, которые проявляют (в той или иной степени) неприязнь к евреям. В русскоязычных книжных магазинах продаётся антисемитская литература, среди антисемитских сайтов в Интернете есть также и сайты русских израильтян.
В рамках движения «Дмир — содействие абсорбции» был создан проект по исследованию антисемитизма в Израиле. Его руководитель Залман Гиличенский писал, что число случаев антисемитизма в Израиле в 2001 году исчислялось сотнями. При этом израильские СМИ, а также некоторые зарубежные, в частности Русский Ньюсвик использовали данные Гиличенского в известном деле о банде неонацистов из Петах-Тиквы, признанных виновными в осквернении синагог, нападениях на религиозных евреев и других преступлениях. Израильская полиция при расследовании событий в Петах-Тикве опиралась на данные Гиличенского.
Гиличенский утверждает, что израильские власти недооценивают масштабы антисемитизма и игнорируют большую часть его обращений. Однако по его же информации, парламентская комиссия по алие и абсорбции новых репатриантов уже 4 раза обсуждала проблемы антисемитизма и неонацизма. В феврале 2008 года Кнессет принял закон, определяющий проявления нацизма и расизма в стране как уголовные преступления. В полиции Израиля создан специальный отдел, занимающийся неонацистами, во главе с майором Орит Хаими.
Однако некоторые источники, подтверждая многочисленные факты антисемитизма, полагают что сам Залман Гиличенский склонен преувеличивать роль конкретно русского антисемитизма в Израиле. В частности, один из сотрудников пограничной полиции Израиля утверждал, что случаев осквернения синагог со стороны арабов намного больше, чем со стороны русских израильтян.

### В XXI веке
Основными носителями западного антиизраилизма выступают леволиберальные круги, а также проживающие в западных странах мусульманские общины. Носителями «классического» антисемитизма в западных странах остаются в основном праворадикальные и неонацистские группы и те же исламские общины. Политика и пропаганда антиизраилизма заставляет его западных носителей выступать на одной стороне с исламизмом, нацеленным на насильственный передел западного мира. Общей платформой для антисемитов разной политической ориентации становятся ревизия Холокоста, реализуемая неонацизмом и исламизмом, а также отождествление сионизма с нацизмом, которое используется некоторыми европейскими кругами в Европе с целью освобождения от ответственности за Катастрофу. Антисемитизм ХХI века объединяет правые и исламистские с левыми происламистскими кругами, получая значительно более широкий социальный спектр, в сравнении с антисемитизмом XX века. Антисемитизм в ХХI веке получает глобальный характер, одной из основных причин чего стала глобализация мусульманской диаспоры и распространение интернета.
По состоянию на начало XXI века антисемитские настроения обслуживает целый рынок идеологем и подробно разработанных мифологических схем, активно присутствующих в информационном пространстве. Они распространены в сети интернет, в массовой псевдонаучной литературе, в популярных произведениях фэнтэзи и др.
Многие исследователи отмечают, что в 2000-е годы антисемитизм в мире достиг максимального уровня со времени окончания Второй мировой войны. Это касается как открытых выступлений антисемитского характера, так и завуалированных заявлений. В частности, критика Израиля, которая не учитывает, что те, кто стремится его уничтожить, делают это лишь потому, что Израиль — еврейское государство. Как пишет в комментарии к Международному конгрессу в Вене, посвящённому проблеме антисемитизма, проходившему в июне 2003 года, филолог Гасан Гусейнов:

До тех пор, однако, пока именно антисемитизм будет основополагающей частью антиизраильской политики, в упреждающих оговорках типа «я — не антисемит, но дайте мне покритиковать Израиль» всегда будет слышаться «он неплохой человек, хотя и еврей»
Создатель документального фильма «Антисемитизм в XXI веке: Возрождение» Эндрю Голдберг полагает, что «очаг современного антисемитизма — на Ближнем Востоке, в арабском и мусульманском мире…».
Исследователи отмечают резкий рост числа антисемитских акций в мире в 2009 году. Так, в Канаде количество инцидентов в 2009 году выросло на 11,4 процентов, по сравнению с предыдущим годом, и достигло самого высокого показателя из когда-либо зарегистрированных данной организацией, в течение 28 лет. Почти вдвое выросло количество антисемитских акций во Франции и на 55 % — в Великобритании.
В 2013 году в докладе госдепартамента США по ситуации с правами человека в мире за 2012 год самыми неблагополучными в плане антисемитизма странами были названы Венгрия, Венесуэла, Греция и Украина. В докладе Центра Кантора при Тель-авивском университете указано, что по сравнению с 2011 годом число антисемитских проявлений в мире выросло на 30 %. В 2014 году снова удвоилось число антисемитских акций во Франции.
15 апреля 2015 года в Тель-Авивском университете Центром Кантора по изучению современного европейского еврейства был представлен отчёт об уровне антисемитизма в мире в 2014 году. Так, число актов насилия против евреев выросло на 38 % по сравнению с 2013 годом, когда было зафиксировано 554 случая. В минувшем году было зафиксировано 766 случая насильственного проявления антисемитизма, совершённых как с применением оружия, так и без него. Количество поджогов более чем утроилось по сравнению с предыдущим годом, было зафиксировано 412 актов вандализма. Более 306 человек подверглись атакам, что не менее чем на 66 % больше, чем в 2013 году. Зафиксировано 114 случаев нападения на синагоги (рост на 70 %), 57 случаев нападения на общинные центры и школы, 118 — на кладбища и памятники, 171 — на объекты частной собственности.
Уже на протяжении нескольких лет наибольшее число случаев проявления насилия приходится на Францию: 164 по сравнению с 141 в 2013 году. Резкий рост актов насилия отмечен в Великобритании (141 по сравнению с 95), Австралии (30 по сравнению с 11), Германии (76 по сравнению с 36 в 2013 году), Австрии (9 по сравнению с 4), Италии (23 по сравнению с 12), Швеции (17 по сравнению с 3), Бельгии (30 по сравнению с 11) и в ЮАР (14 по сравнению с 1).
В мае 2014 года Антидиффамационная лига опубликовала «ADL Global 100: индекс антисемитизма». Опрос ADL был проведён в 102 странах среди более 53 тысяч человек. Целью опроса являлось определение уровня и динамики антисемитских тенденций в мире. Согласно опросу наиболее высокий уровень антисемитизма зафиксирован на Ближнем Востоке и в Северной Африке (74 % населения). Второе место среди регионов мира по уровню антисемитизма занимает Восточная Европа, где антисемитами являются 34 % населения, при этом в России антисемитов 30 %, на Украине и в Беларуси — по 38 %. В Западной Европе антисемитские взгляды разделяют 24 % населения. Наименее антисемитский регион мира — Австралия и Океания (14 %). В Северной и Южной Америке (вместе) антисемитов 17 %, при этом в США антисемитских взглядов придерживается 9 % населения. 74 % участников опроса заявили, что они никогда в жизни не встречали еврея.
22 января 2015 года проблему антисемитизма впервые в истории рассматривала Генеральная Ассамблея ООН.
Всплеск антисемитских настроений и действий, произошёл в мире во время войны между Израилем и ХАМАС с ноября 2023 года после начала ответной израильской операции на масштабное вторжение ХАМАС 7 октября 2023 года. На фоне этой войны в мире произошёл всплеск антисемитских настроений и в некоторых странах были зафиксированы случаи нападений на евреев, а также вандализм и осквернение еврейских объектов.

## В Интернете
Интернет оказался полезным для антисемитов, которые используют всемирную сеть с момента её появления для общения друг с другом и распространения своих убеждений, используя все аспекты интернет-технологий. Сеть позволяет антисемитам публиковать свои мысли, делиться идеями и организовывать встречи с минимальными затратами. Небольшие группы или отдельные лица могут создавать влиятельные веб-сайты и «конкурировать» с более устоявшимися группами. Конференции, посвящённые антисемитизму, которые в прошлом имели бы лишь минимальную аудиторию, транслируются по всему миру и доступны любому, у кого есть подключение к Интернету.
Нет надёжных оценок количества веб-сайтов, содержащих антисемитские материалы, однако поиск по ключевым словам «евреи» или «Израиль» показывает, что их очень много. Практически каждая крупная экстремистская и расистская группа, базирующаяся в Соединённых Штатах, в некоторой форме присутствует в Интернете, и многие группы, базирующиеся в других странах, используют серверы, расположенные в Соединённых Штатах, чтобы обойти местные законы, запрещающие расистский, экстремистский и антисемитский контент. Антисемитские и антизападные террористические группы используют Интернет для вербовки новых членов, обмена техническими знаниями и публикации видеороликов своих успехов.
Использование Интернета антисемитами повлияло на природу самого антисемитизма. Свободный обмен идеями, предоставляемый всемирной сетью, способствовал «перекрестному опылению» антисемитских идеологий. Например, отрицание Холокоста переместилось из своего традиционного места в среде неонацистов и апологетов Гитлера на веб-сайты радикальных антиизраильских групп, сторонников White Power и левых организаций. Интернет, позволяющий мгновенно обмениваться даже самыми маргинальными теориями, также способствовал возникновению конспирологического мышления, которое часто усматривает за мировыми событиями тайные действия евреев, сионистов или «агентов Моссада». Смешение антиизраильской/сионистской риторики с антисемитизмом привело к росту проявлений антисемитизма на форумах и мероприятиях, направленных против политических решений Израиля. Заимствование антисемитских образов и идей и смешение евреев с государством Израиль, распрострёненное в виртуальном мире Интернета, становится всё более популярным и в реальном мире.
Антисемитские материалы, которыми делятся в сети, часто распространяются на различные списки и сайты, включая те, которые не являются антисемитскими по своей природе. Распространённость антисемитских материалов в Интернете, а также скорость, с которой они могут быть размещены в сети, загружены и повторно использованы кем угодно и где угодно, ставят новые сложные задачи перед теми, кто стремится противодействовать антисемитизму.
Отмечается влияние ультраправого антисемитизма на отдельные языковые разделы Википедии и темы статей, а также более глобальное влияние левого или ультралевого антисионизма и антиизраильских представлений на англоязычный раздел Википедии. Как «в целом надёжные» англоязычная Википедия оценивает «ультралевые издания», известные своей антиизраильской позицией; в то время как «консервативные источники» обозначены «с различными оттенками ненадёжности».

## Еврейская самоненависть
Термин «антисемитизм» широко используется в израильской общественной полемике, а также во внутриеврейской полемике. В этой связи появилось и специальное определение «еврей-антисемит» или «еврей-самоненавистник», которым оппоненты часто называют друг друга.

## Противодействие
Только в XVII веке в пуританских и некоторых кальвинистских и пиетистских кругах стало формироваться новое отношение к евреям. Эта трансформация дала новый стимул для миссионерской деятельности, поскольку евреи, при положительном отношении к ним, стали восприниматься в качестве «благородного народа» Ветхого Завета, который в надлежащее время «достигнет совершенства Нового Завета».
В эпоху Просвещения европейская интеллектуальная элита начала демонстрировать толерантное отношение к евреям. В конце XVIII—XIX веках в результате развития институтов гражданского общества в ряде стран Европы стали возможны отмена наложенных на евреев правовых ограничений и вхождение их в национальную жизнь государств. Крестившиеся евреи получили возможность стать частью экономической, политической и интеллектуальной элиты. Среди таких евреев были Бенджамин Дизраэли, бароны Ротшильды, в России — бароны Гинцбурги, Поляковы и др.
До конца XIX века существовало три реакции евреев на антисемитизм: стать членом элиты общества, выдающимся специалистом, советником при правителе и т. п., что избавляло от преследований и дискриминации; ассимиляция, в крайнем выражении — смена религии, ибо дискриминация в этот период была именно по религиозному признаку, а не по этническому; эмиграция, то есть переезд в другую местность или страну, где евреев не преследовали или ограничения были слабее. Все эти способы помогали решить личные проблемы конкретного человека и его семьи, но не касались других евреев. В конце XIX века появилось два новых вида реакции: участие в социальных преобразованиях, включая революции, которые должны были предоставить евреям равенство; сионизм.
Антисемитизм подвергается критике как и другие проявления национальной нетерпимости и ксенофобии. В частности, Фридрих Ницше писал, что «антисемит не становится приличнее оттого, что лжёт согласно принципу». Антисемитизм высмеивал в песнях советский поэт Владимир Высоцкий. Жан-Поль Сартр писал, что антисемитизм не является идеей, подпадающей под защиту права на свободу мнений.
Для борьбы с антисемитизмом в 1913 году была создана Антидиффамационная лига, американская еврейская неправительственная правозащитная общественно-политическая организация.

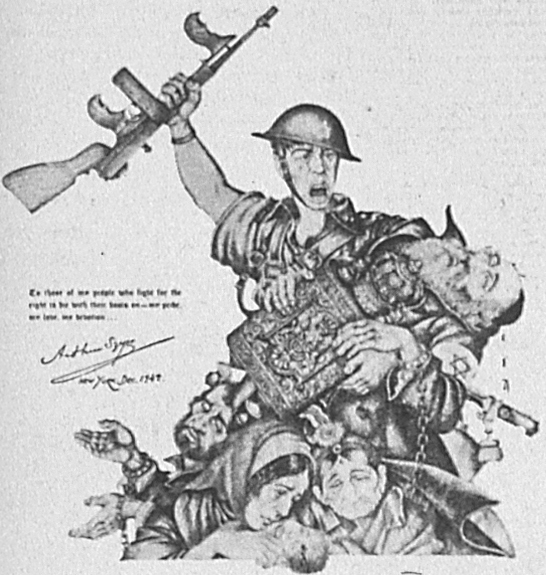
Артур Шик, рисунок еврейского солдата, поднимающегося из массы мертвых и умирающих; полностраничный призыв «Действие, а не жалость», The New York Times от 8 февраля 1943 года

Евреи оказывали как спонтанное, так и организованное сопротивление политике нацистской Германии, их союзников и коллаборационистов по преследованию и уничтожению евреев в период с 1933 по 1945 годы. Сопротивление евреев проводилось в разных формах — как пассивных, так и активных: от духовного сопротивления до вооружённого отпора врагу.
После того, как антисемитские тенденции достигли полного развития и нашли свое окончательное выражение в событиях XX века, некоторые христианские круги подвергли пересмотру свои позиции. Возникло представление, что антисемитизм в фундаментальном смысле обладает также антихристианской природой и даже в антихристианском (нацистском, советском и др.) антисемитизме присутствует доля вины христианства. По этой причине многие современные христианские мыслители предпринимали попытки переосмыслить концепцию христианства в качестве истинного осуществления обетования библейского Израиля так, чтобы она не входила в противоречие с легитимностью существования еврейского народа, не умаляла его достоинства и в то же время не подрывала основные христианские положения. Они пытались изменить традиционное антиеврейское представление о послебиблейском иудаизме как о мёртвом или закоснелом, лишённом духовной жизни и динамизма. Многими христианами переосмысливается отношение к иудаизму в узкорелигиозном аспекте, — к иудаизму как к вероисповеданию. Они и не понимают, как оценивать такие «светские» еврейские явления, такие как сионизм и современное Государство Израиль. Христианский мир не преодолел двойственности, которая исходит из связи с иудаизмом и отличия от него.
Создание государства Израиль в 1948 году не смогло решить проблему антисемитизма.
Мониторингом антисемитизма занимается ряд научных организацией, например Институт Стефана Рота при Тель-Авивском университете и Международный центр Видала Сассуна по изучению антисемитизма при Еврейском университете в Иерусалиме, Институт по изучению современного антисемитизма (ISCA) при Индианском университете, Институт Пирса по изучению антисемитизма Биркбек (Лондонский университет). Отдельные программы по изучению антисемитизма существуют в других крупных университетах, например программа YPSA в Йельском университете. Антисемитские акции отслеживает также Центр Симона Визенталя.
На опасность распространения антисемитизма и необходимость борьбы с ним указывают документы Конференций ОБСЕ по антисемитизму в Берлине (2004) и Кордове (2005) и других международных организаций.
Опасность распространения антисемитизма и необходимость бороться с ним отмечали документы Конференций ОБСЕ по антисемитизму в Берлине (2004) и Кордове (2005) и других международных организаций.
В 2005 году ООН приняла специальную резолюцию против антисемитизма, а Европейский союз провёл в 2005—2006 годах ряд мер для борьбы с антисемитизмом в Европе. Европейская комиссия по борьбе с расизмом и нетерпимостью в 2004 году приняла рекомендацию о борьбе с антисемитизмом.
Национальное законодательство большинства государств предусматривает ответственность за проявления национальной или расовой нетерпимости. В России действует уголовная ответственность за возбуждение национально ненависти или вражды, создание экстремистских сообществ и геноцид.
Ричард Леви писал, что вред антисемитизма в прошлом и настоящем пробуждает глубокие опасения относительно его потенциала причинения вреда в будущем. Антисемиты обычно не воспринимают морализаторства и поучений. Однако, по его мнению, если людям с «разумной доброй волей» предоставить точные факты об этом предубеждении, большинство из них придёт к пониманию его разрушительной природы и вреда, который он все и в дальнейшем может наносить человечеству.
Доктринальный антисемитизм XX века, который в нацистской и советской системах стал государственным, не получал организованного сопротивления ни внутри этих тоталитарных государств, ни вне их. Однако существование государства Израиль меняет ситуацию, поскольку с возникновением еврейского государства противодействие антисемитизму способно выйти за пределы морализаторства и «юдофилии», возникла возможность ведения более масштабной и результативной борьбы.

## Изучение
Изучение антисемитизма как отдельной области исследований является относительно недавним явлением. Работы на еврейскую тематику истории евреев, таких исследователей как Генрих Грец, Семён Дубнов и Сало Барон, обращались к преследованиям евреев постольку, поскольку эти преследования являются неотъемлемой частью еврейского прошлого. Они обычно сосредотачивались на влиянии преследований на жертв, а не на мотивах преследователей или исторических контекстах, интеллектуальных традициях или политико-религиозных мотивах, которые формировали их враждебность.

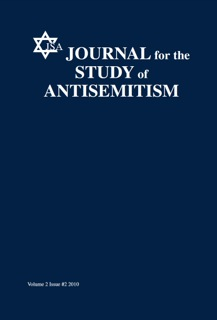
Journal for the Study of Antisemitism, рецензируемый академический журнал, издаваемый в США дважды в год

Антисемитизм входил в сферу научного изучения постепенно. Этот процесс мотивировался проявлениями антиеврейских предрассудков и иногда предвосхищал их. Первая методической попыткой вникнуть в эту тему стала книга Бернара Лазара «Антисемитизм: его история и причины» (1894). Она была написана непосредственно перед событиями дела Дрейфуса во Франции, эпизодом, который не только разделил страну, но и показал, что антисемитизм является мощной силой в национальной политике. Постепенное признание важности изучения антисемитизма как самостоятельной области исследований отражено в трактовке, предоставленной ему в последующих энциклопедиях и лексиконах. В изданном в 1894 году Энциклопедическом словаре Мейера не было специального заголовка об антисемитизме, но он включал текст объёмом в половину страницы об антисемитах и их трудах. Еврейская энциклопедия (1901—1905) в двенадцати томах посвятила этой теме 8 из своих 8600 двухколоночных страниц. Люсьен Вольф, историк и активист в сфере англо-еврейской проблематики, по данной теме включил 12-страничный текст в одиннадцатое издание Британской энциклопедии (1910—1911). Создатели изданного в годы Веймарской республики «Еврейского лексикона» (нем. Jüdisches Lexikon) (1927—1930) сочли, что для охвата этой темы достаточно 20 двухколоночных страниц достаточно. Grosse Brockhaus, изданный в тот же период, уделил теме меньше одной страницы.
Многие из тех, кто участвовал в создании Jüdisches Lexikon, бежали от нацизма и стали частью команды, вновь собранной в Нью-Йорке в 1939 году для создания наиболее амбициозного и подробного эссе об антисемитизме на тот момент. 68-страничная статья во Всемирной еврейской энциклопедии (англ. Universal Jewish  Encyclopedia) стремилась определить термин, объяснить его происхождение и рассмотреть его влияние в прошлом, настоящем и будущем. Во втором разделе эссе рассматривалась история антисемитизма в древнем и средневековом мире; часть, посвящённая современному периоду, была разделено по полушариям, причём наибольшее внимание уделялось странам Восточного полушария.
Холокост сделал очевидным разрушительный потенциал антисемитизма и впоследствии обеспечил наиболее устойчивый стимул для его изучения в качестве отдельного предмета. До Холокоста исследователями антисемитизма были почти исключительно евреи. После к этой теме подключились учёные и неучёные, евреи и неевреи, представители многих стран и культур, что отражено, например, в перечне авторов энциклопедии Antisemitism: a historical encyclopedia of prejudice and persecution (2005). Область требует усилий многих исследователей. Некоторые занимаются изучением антисемитизма в течение всей жизни. Этот растущий интерес отражён, например, в базе данных WorldCat, которая по состоянию на 2005 год содержала 7000 названий книг, опубликованных с 1945 года, и 150 документальных сборников. Университеты и независимые исследовательские организации проводят исторические исследования и отслеживают текущие вспышки антисемитизма по всему миру. Они проводят конференции и публикуют научные журналы, периодические отчёты и бюллетени; предоставляют данные парламентариям многих стран и пытаются информировать общественность об опасностях данной формы враждебности.